# くちびるから媚薬
「くちびるから媚薬」（くちびるからびやく）は、工藤静香の通算9枚目のシングル。1990年1月10日にポニーキャニオンから発売された。

## 背景
コラムニスト泉麻人の著書『僕の昭和歌謡曲史』において、「くちびるから媚薬」の思い出がミニコラムで触れられている。
表題曲で、『第41回NHK紅白歌合戦』に3年連続で出場した。

## 音楽性
表題曲の歌詞の中にある「ちょっと待ってよねぇ」は、当時の工藤の口癖がそのまま使用されたというエピソードが、日本テレビ系『速報!歌の大辞テン』において披露された。
カップリング曲の「セレナーデ」は、2007年に発売されたシングル「雨夜の月に」のプロモーションの一環として『Yahoo!LIVE TALK』に出演した際、「カップリングにもいい曲が多いと思う」と話し、その例として「セレナーデ」を挙げている。1998年暮れに発売されたバラードベストアルバム『Best of Ballade カレント』に収録された。

## リリース
1990年1月10日にポニーキャニオンから、8cmCD・CTの2形態で発売された。
当時の有線放送はCDプレーヤーが導入されていない局もあったため、プロモーション用のEPレコードが存在する。

## 収録曲
- 全作詞: 松井五郎／作曲: 後藤次利

1. くちびるから媚薬
  - 編曲：Draw4
2. セレナーデ
  - 編曲：後藤次利

## 収録アルバム
- くちびるから媚薬
  - rosette（5th アルバム）
  - unlimited
  - intimate
  - Super Best
  - ミレニアム・ベスト
  - Shizuka Kudo 20th Anniversary the Best
- セレナーデ
  - Best of Ballade カレント
  - 20th Anniversary B-side collection